# 1-й Княжий
1-й Княжий (рос. 1-й Княжий) — хутір в Суджанському районі Курської області Російської Федерації.
Населення становить 192 особи. Входить до складу муніципального утворення Заолешенська сільрада.

## Історія
Населений пункт розташований на території українського етнічного та культурного краю Східна Слобожанщина.
Від 2004 року входить до складу муніципального утворення Заолешенська сільрада.
8 серпня 2024 був зайнятий українськими військами.

## Населення
| 2002 | 2010 |
| ---- | ---- |
| 216  | ↘192 |